# The Beatles Were Born
The Beatles Were Born foi uma coletânea de músicas dos Beatles lançada no Brasil pela CID Entertainment, em 1976. 
O Lado A do disco trazia trechos da apresentação da banda ao vivo no Hollywood Bowl, em 23 de agosto de 1964. Além de incompleto, a qualidade de som é pobre, similar à boa parte dos bootlegs ao vivo do conjunto. Já o selo no lado B  anunciava que possuía algumas músicas gravadas por Tony Sheridan acompanhado pelos Beatles (antes de Ringo Starr entrar na banda). 
Apesar da indicação constante no selo do LP, nenhuma das faixas do lado B foi gravada pelos Beatles nem por Tony Sheridan. Na verdade, são músicas de artistas como Captain Beefheart, Buffalo Springfield e The Who.  Não se sabe o porquê da inclusão de tais gravações no álbum nem o porquê da troca dos nomes. 
O disco também foi notório por trazer na contracapa um texto do radialista carioca, Newton Duarte, o Big Boy. A capa da primeira prensagem do álbum era semelhante à contracapa: título em letras brancas sobre fundo rosa. No ano seguinte, a Emi-Odeon lançaria no Brasil The Beatles at the Hollywood Bowl, com duas faixas das apresentações de 23 de agosto de 1964 ("Boys" e "Long Tall Sally") e de 29 de agosto de 1965, em qualidade superior ao "And the Beatles Were Born".

## Faixas
Em 1980, o disco foi relançado sob o nome "The Beatles Ao Vivo" e com um desenho dos Beatles (sobre foto de Dezo Hoffmann, fotógrafo oficial da banda, em 1963) na capa. A contracapa era a mesma da edição anterior. "And the Beatles Were Born" nunca foi relançado em formato digital e está fora de catálogo. 

### Faixas

#### Lado A (apresentação ao vivo)
- 1 - Boys;
- 2 - A Hard Days Night;
- 3 - Long Tall Sally;
- 4 - Twist And Shout;
- 5 - You Can't Do That;
- 6 - Medley: All My Loving / Twist And Shout.

#### Lado B ("Tony Sheridan")
- 1 - Did He Want ("Diddy Wah Diddy", de Captain Beefheart, compacto de 1966);
- 2 - Moonshine ("Moonchild", de Captain Beefheart, outro compacto de 1966);
- 3 - She Get Soul ("Bluebird", de Buffalo Springfield, out-take de 1967);
- 4 - Call Your Love ("Frying Pan", de Captain Beefheart, outra gravação de 1966);
- 5 - Lover Melody / The Dirty Old City M.G. Driver / Soon Be Home / Tchao (excertos de "A Quick One While He's Away", do The Who, executada ao vivo, no Rolling Stones Rock And Roll Circus).